# Tony Gaze
Frederick Anthony Owen Gaze, mais conhecido como Tony Gaze (Melbourne, 3 de fevereiro de 1920 — 29 de julho de 2013) foi um aviador condecorado da Segunda Guerra Mundial, e um ex-piloto de corridas da Austrália.
Participou de quatro provas da Temporada de Fórmula 1 de 1952 pela equipe HWM. Não marcou nenhum ponto.